# آپولو (دهانه)
آپولو یک دهانه برخوردی در ماه است.